# Костадинка Момировић
Костадинка „Коса“ Момировић (Извор, 6. март 1900 — Буљане, 8. јул 2009) била најстарија жива особа у Србији као и једна од најстаријих људи у Србији свих времена.

## Биографија
Костадинка Момировић је рођена 6. марта 1900. године у селу Извор (Параћин) код Параћина у Краљевини Србији. Отац јој је погинуо у првом светском рату.
Након што јој је запаљена родна кућа, са 17 година удала се за Владимира Момировића. Пар је имао две ћерке: Милку и Божидарку. Радила је цео живот као надничарка и домаћица.
Године 1968. издата јој је трајна лична карта. Њен супруг Владимир Момировић преминуо је 1982. године у 93. години живота.
На свој 107. рођендан 2007. године добила је протезу од зубног техничара из Параћина Владимира Милосављевића. Живела је са унуком Радивојем Шутићем и снахом Миланком, који су се бринули о њој у последњим годинама.
Постала је најстарија жива особа у Србији, након смрти 107-годишњег Радета Грујичића 4. децембра 2007. године.
Костадинка Момировић умрла је 8. јула 2009. године у селу Буљане код Параћина у доби од 109 година и 124 дана. Након њене смрти, тада 107-годишњи Јово Латиновић постао је најстарија позната жива особа у Србији, а тада 106-годишња Милева Грбић најстарија позната жива жена у Србији.